# Secteur marchand
Le secteur marchand regroupe les activités produisant des biens et services marchands par opposition aux biens et services non marchands. La différence entre les deux s'établit sur l'existence ou non d'une rétribution pour le service rendu.
Certains services gratuits pour l'usager relèvent ainsi du secteur marchand quand leur coût est par ailleurs compensé par une autorité publique. C'est le cas par exemple des services gratuits de transport urbain (le coût est compensé à l'opérateur par l'autorité publique) mais pas de l'essentiel de l'administration publique.
Même si le système économique d'un pays exerce une influence forte sur le périmètre du secteur marchand, il ne conditionne pas l'existence ou non de ce secteur. Le secteur marchand reste prépondérant, qu'il s'agisse d'une économie planifiée ou de marché. Même dans une économie de type socialiste soviétique, l'essentiel de l'activité économique relevait du secteur marchand (industrie, commerce, logement, transport...).